# As Duas Marias

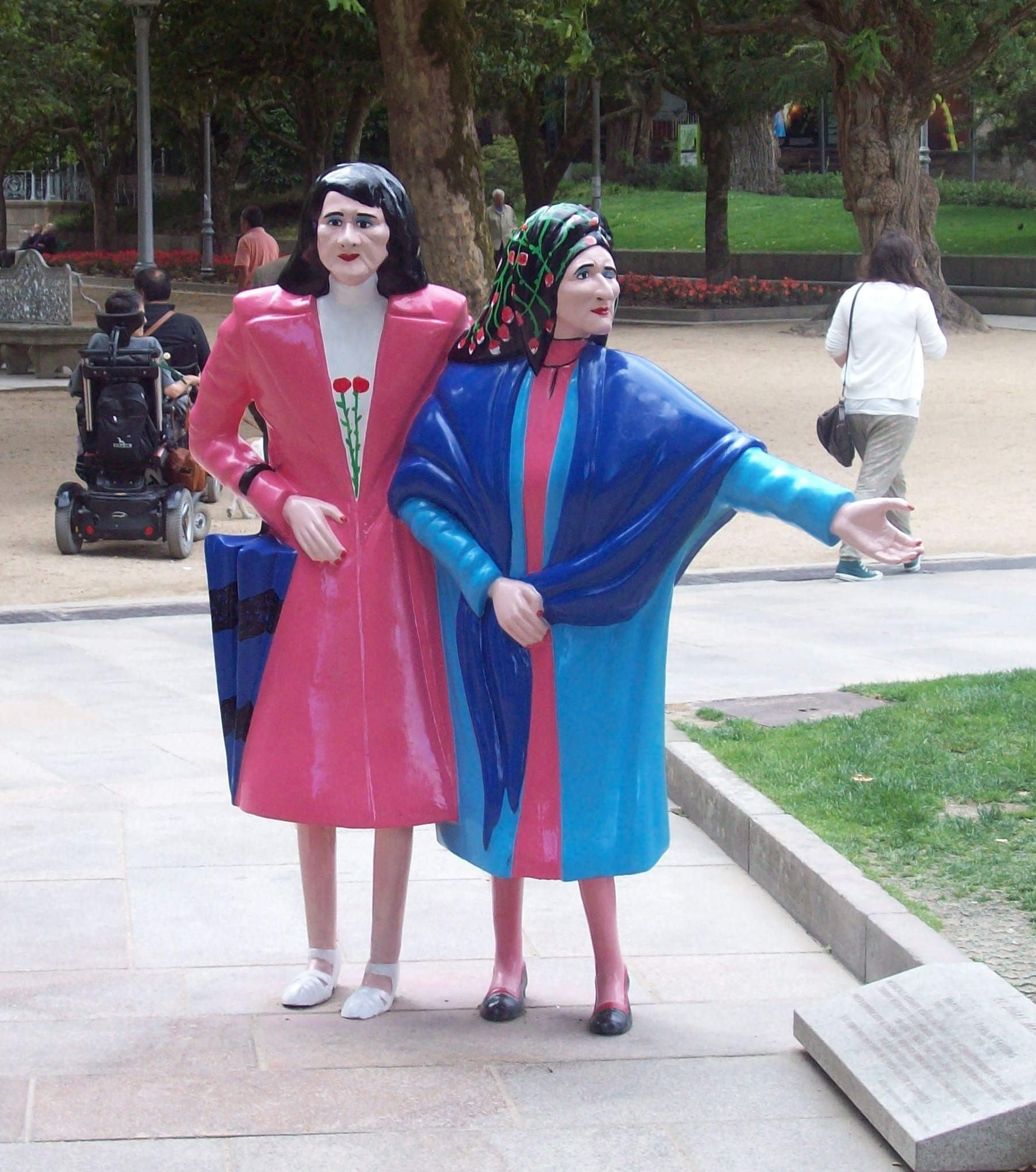
Escultura das Duas Marias no Parque da Alameda de Santiago de Compostela

As Duas Marias (em galego: As dúas Marías; em castelhano: Las Dos Marías), também chamadas As Marias, As Duas em Ponto ou as Cara de Pau, foram duas irmãs de Santiago de Compostela, Galiza, Espanha, que ficaram famosas na cidade nos anos 1950 e 1960, por passearem todos os dias juntas vestidas de forma excêntrica e provocando os estudantes. As irmãs, Maruxa (4 de janeiro de 1898 — 13 de maio de 1980) e Coralia Fandiño Ricart (24 de agosto de 1914 — Corunha, 30 de janeiro de 1983), estão representadas numa célebre escultura que se encontra no Parque da Alameda de Santiago de Compostela.
Maruxa e Coralia tornaram-se personagens populares da cidade devido aos passeios que realizavam todos os dias pela Zona Vella (centro histórico), vestidas e maquilhadas de forma excêntrica e vistosa, enquanto se metiam com os jovens universitários. Os passeios tinham lugar às duas da tarde em ponto — daí uma das suas alcunhas — a hora em que a maioria dos estudantes iam almoçar e, portanto, quando havia mais movimento nas ruas do centro de Santiago. O passeio das irmãs era um verdadeiro acontecimento pelo contraste que fazia no ambiente cinzento que reinava na Espanha da ditadura franquista. Coralia, a mais nova e mais alta, era tímida e pouco faladora, enquanto que Maruxa, mais pequena e mais velha, era faladora e falava como se cantasse. Apodadas As Marias, foram também qualificadas como loucas, solteironas e mesmo putas. Aquilo que é um dos ícones mais representativos de Santiago de Compostela ao nível da cultura popular está ligado a um processo de maus tratos sociais e institucionais apoiados pelo regime do general Francisco Franco.

## História e enquadramento
Maruxa e Coralia eram filhas do sapateiro Arturo Fandiño e da costureira Consuelo Ricart, que tiveram treze filhos, dois deles mortos durante a infância. Maruxa, cujo verdadeiro nome era María Fandiño Ricart, foi o quarto filho e Coralia (María Argentina Coralia Fandiño Ricart) foi do décimo-segundo. A oficina de sapateiro do pai situava-se na n.º 32 da Rua Algalia de Arriba. A família vivia e trabalhava em costura na Rua Espíritu Santo. Havia mais duas irmãs: Sarita, que morreu jovem, e Rosaura, a mais nova de todos os irmãos.
Em 1925, a CNT (Confederação Nacional do Trabalho), federação sindicalista de ideologia anarquista, abriu a sua sede regional em Santiago de Compostela. Aos quinze anos de idade, o combativo Manolo Fandiño Ricart, cuja profissão se supõe ter sido pintor, tornou-se o seu primeiro secretário geral. Os seus irmãos Alfonso e Antonio também se tornaram militantes do movimento anarquista.
Em Santiago vivia-se então um clima de animação e esperança. As irmãs Fandiño passeavam pelas ruas vestidas com roupas feitas em sua casa, com tecidos de cores berrantes e alegres. Os estudantes galeguistas republicanos chamavam-lhes "Liberdade, Igualdade e Fraternidade", e os estudantes católicos da CEDA (Confederação Espanhola das Direitas Autónomas) "Fé, Esperança e Caridade". Porém, o sonho revolucionário foi afogado em sangue com o golpe militar nacionalista, a 18 de julho de 1936. A repressão franquista foi feroz. O ódio, a opressão, o assassínio e o medo atingiram a família Fandiño Ricart. Os irmãos conseguiram escapar e inicialmente tiveram melhor sorte que o editor Ánxel Casal, o escritor Camilo Díaz Baliño, a Recachanta, o advogado Narciso Vidal Fraga, os irmãos Pasín e muitos outros, que nesses dias apareceram assassinados em valas. Durante a guerra civil, Antonio atingiu postos de grande responsabilidade na organização anarquista.
Manolo Fandiño manetve-se escondido durante anos. Antonio, rotulado como "anarcossindicalista", fugiu para o monte Pedroso (perto da cidade). Acabou por ser descoberto, torturado e encarcerado durante vinte anos pelos franquistas. O terceiro irmão, Alfonso, fugiu pouco depois do golpe num barco que saiu de Muros. O pesadelo das irmãs começou quando os falangistas passaram a utilizar a família para saber o paradeiro dos irmãos. A meio da noite, a Brigada Político-Social ia a casa dos Fandiño, lançando o caos, despindo as irmãs na via pública para as humilhar e levavam-nas até ao cimo do monte Pedroso de Santiago. Diz-se que também as torturavam e chegaram a violá-las, mas tal não está provado. O escritor e guionista José Henrique Rivadulla Corcón, autor de um documentário de 2008 sobre as irmãs, assinala que esses maus tratos continuados foram a causa da loucura de que ambas sofreram, porque «antes não eram assim». Finalmente, os irmãos fugidos foram presos e cessou a pressão sobre as irmãs Fandiño.
Tempos depois, Alfonso, que tinha fugido de barco, apareceu de novo na Corunha, militando na clandestinidade, mas também ele acabou por ser preso na cadeia de Santoña, na Cantábria e possivelmente morreu na prisão. Em 1945, o irmão Manolo reapareceu também, militando na clandestinidade.
Não é claro se as irmãs pertenceram ao movimento anarquista, mas sabia-se que a sua ideologia era claramente de esquerda. O jornalista Borobó (pseudónimo de Raimundo García Domínguez) afirmava que tinham sido membros da CNT, como os seus irmão, e que levaram a cabo missões de ligação com sindicalistas fugidos da Galiza. As mulheres da casa, a mãe e as irmãs, tiveram que viver durante décadas entre as ameaças, o óleo de rícino, o cabelo rapado, os falangistas que chegavam a qualquer hora do dia ou da noite à sua casa para violar a privacidade e dignidade das famílias pobres e das mulheres em geral.

### Depois da guerra civil
No início dos anos 1950, Antonio Fandiño foi libertado, muito doente após vinet anos de prisão, e morreu em casa das suas irmãs devido aos anos de maus tratos no cativeiro.
As irmãs eram chamadas "vermelhas" (comunistas, apesar de serem anarquistas, e mesmo "putas". A partir de então o trabalho desapareceu e a fome passou a fazer parte do quotidiano. O triângulo inquisidor formado pela Falange (o partido franquista), Igreja e Exército do franquismo triunfante depois da guerra destruiu-lhes a saúde mental. Viviam na Rua del Medio, de onde saíam Maruxa, Coralia e Sarita para passear. Sarita morreu jovem.
As duas irmãs caíram na pobreza quando os residentes da cidade deixaram de lhes encomendar trabalhos de costura "por ser uma família anarquista" e com medo que a polícia os ligasse a elas. Mas apesar deste receio, os compostelanos em geral sentiam simpatia por elas, e quando terminou a guerra as irmãs, que viviam sozinhas na sua casa, viveram da caridade dos vizinhos. Os que queriam ajudá-las não lhes davam esmola diretamente, comprando-lhes comida em vez disso, principalmente na loja de importação "Carro", situada na Praça do Toural, onde o dono, Tito Carlos, a ofererecia às irmãs alegando que eram "promoções" de empresas e não caridade.
As duas irmãs Fandiño foram as mulheres mais conhecidas e fotografadas de Compostela. Maruxa e Coralia, que sempre se tinha querido chamar Rocío, lograram criar um mecanismo de defesa para sobreviver: enlouqueceram e na sua loucura recuperaram o sonho da juventude. Sempre esquálidas, como se vivessem num campo de concentração, desdentadas, vestiam-se de luz e cor, enchiam-se de maquilhagem como se estivessem numa representação de máscaras, pó de arroz, rouge e batom na Santiago cinzenta, de miséria e de terror. Todos os dias, quando o sino da Berenguela da catedral dava as as duas horas, as irmãs saíam para o seu passeio. No verão iam pela Rua do Espíritu Santo até ao Passeio no Toural e no inverno andavam pelas arcadas da Rua do Vilar, desafiando o tempo cinzento e a mente das gentes. E quando algum estudante fazia tenções de aproximar-se com algum galanteio brincalhão destas máscaras de cor, elas, com a dignidade recuperada e a força da sua loucura, rechaçavam o "cortejo" dizendo em espanhol: «¡Tú ya tienes!» ("tu já tens!").
Segundo Fermín Bescansa, certa vez uma tempestade arruinou-lhes o teto da casa e organizou-se uma coleta com a qual se juntaram 250 000 pesetas, que na altura era o valor de um apartamento.
Maruxa morreu em Santiago de Compostela a 13 de maio de 1980, aos 82 anos. Coralia foi viver com outra irmã no porto da Corunha (75 km a norte de Santiago), cidade a que nunca se adaptou. Morreu dois anos mais tarde, a 30 de janeiro de 1983, com 68 anos, depois de perguntar muitas vezes qual era o caminho para voltar a Santiago. Ambas estão sepultadas em campas contíguas no cemitério compostelano de Boisaca.

## Reconhecimento

### Escultura
Com o passar dos anos, a história das irmãs Fandiño foi caindo no esquecimento. Nos anos 1980 e 1990, o escultor César Lombera (n. Baracaldo, 1956) propôs várias vezes ao ayuntamiento, sem êxito, ao longo de nove anos, que se instalasse na cidade uma escultura em memória delas. Finalmente, em 1994, o então alcaide Xerardo Estévez concordou com a proposta. A escultura, realizada pelo próprio Lombera, é uma reprodução realista e policromada das duas mulheres durante os seus célebres passeios, baseada na sua fotografia mais conhecida, com Maruxa à direita, com o braço estendido, e Coralia segurando um chapéu de chuva. A obra foi instalada na Alameda, onde ainda permanece.
Desde então, a escultura é uma das mais conhecidas de Santiago, quer pela curiosidade que desperta entre os turistas, quer para servir de ponto de encontro no centro da cidade. É também frequente ser usada como ponto de encontro de manifestações.

### Documentário
Com a intenção de preservar a sua memória, o escritor e guionista Henrique Rivadulla Corcón (n. 1962) realizou o documentário “Coralia e Maruxa, as irmás Fandiño”, narrado pelo humorista e ator Farruco (Xosé Luís Bernal). No documentário, vários habitantes de Compostela descrevem a sua relação com as irmãs falecidas, e há também testemunhos dos historiadores Encarna Otero Cepeda e Dionisio Pereira. O documentário estreou a 11 de abril de 2010.
Na opinião do autor, as irmãs desempenharam, possivelmente sem o saberem, um papel fundamental nessa época de repressão — «muita gente que se sentia afogada pelo regime e que não se rebelava por receio de represálias via n'As Marias esse grito de liberdade».

### Ensaio
Em 2012, a jornalista Áurea Sánchez publicou o livro eletrónico “Marías de Santiago de Compostela. Representación de la identidad femenina en los medios de comunicación”, um ensaio de 194 páginas que resulta de um trabalho de investigação feito pela autora no âmbito da cadeira "Estudos de Mulheres, Feministas e de Género" como parte de um mestrado na Universidade Jaime I de Castellón.
| “ | Ao analisar as notícias que apareceram delas a seguir às suas mortes, parecia que não tiveram qualquer mérito próprio. [...] É oportuno recordar que estas duas mulheres padeceram de violência institucional e social. 30 anos depois das suas mortes, ainda cultivamos o mistério surgido em redor delas, sem abordar a temática de fundo que é a violência sobre Maruxa e Coralia, violência de que se dá conta, por exemplo, no documentário “Coralia e Maruxa, as irmás Fandiño” de Rivadulla Corcón. [...] O tema d'As Marias abordou-se pela atenção que elas chamavam, mas muito poucas pessoas que escreveram sobre Maruxa e Coralia chegaram a compreender o fenómeno que, pessoalmente, catalogaria de violência institucional de género. Despertaram enorme interesse, mas o seu contexto permaneceu mal explicado até hoje. | ” |
|   | — Áurea Sánchez . |   |